# Cessna CH-1
Cessna CH-1 ist die Bezeichnung der einzigen Hubschrauberserie der Cessna Aircraft Company. Die Besonderheit war die frontseitige Anordnung des Triebwerkes.

## Geschichte
Cessna erwarb die Patente und Eigentumsrechte von der Seibel Helicopter Company, und Charlie Seibel selbst wurde zum Leiter der Hubschrauberabteilung bei Cessna.
Die CH-1 hatte einen zweiblättrigen Hauptrotor und einen Heckrotor. Das Kolbentriebwerk wurde in der Hubschrauberfront vor dem Pilotensitz eingebaut, um dem Hubschrauber eine mittlere Schwerpunktlage zu geben. Die Halbschalen-Zelle ähnelt der Leichtflugzeugbauweise von Cessna. Konstrukteure der CH-1 waren Richard Ten Eyck und Charlie Seibel. Der Erstflug erfolgte 1953, die Markteinführung begann 1956.
Der CH-1-Prototyp wurde mit einem aufgeladenen Continental FSO-470-Sechszylindermotor mit 260 PS (190 kW) bei 3200 Umdrehungen pro Minute ausgestattet. Getriebe, Booster und Motorkühlungsgebläse waren durch Riemen angetrieben.
Die CH-1 wurde unter dem Namen Skyhook für den zivilen Markt, angelehnt an die Marketingnamen der einmotorigen Flugzeugserie, wie Skyhawk, Skylane und Skywagon, vertrieben. Die United States Army bezeichnete die Modelle als YH-41 und UH-41 „Seneca“.
Der CH-1A war der erste Hubschrauber, der am 15. September 1955 in einer Höhe von 14.110 Fuß (4.300 m) auf dem Pikes Peak landete.
Die Cessna-CH-1-Serie erreichte mehrere Rekorde und einen Weltrekord, aber nie wirtschaftlichen Erfolg für Cessna, worauf der Hubschrauberbau im Dezember 1962 aufgegeben wurde.

## Varianten der CH-1

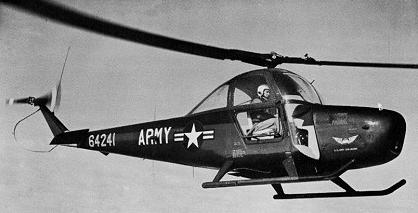
CH-1BS, Bezeichnung bei der US-Armee YH-41A

- CH 1-1: Prüfstand Maschine ohne Verkleidung (nur Gitterrahmen), für die ersten Schwebe- und Flugtests
- CH-1, dieser Prototyp war eine zweisitzige Version und wurde von einem Continental-FSO-470–Motor angetrieben
- CH-1A, viersitzige Version der CH-1
- CH-1B wurde 1955 vorgestellt, es war die Version, um den Armee-Vertrag zu sichern. Die 1B hatte einen Continental-FSO-526-Motor mit 270 PS (200 kW) bei 3000 Umdrehungen pro Minute. Die Besonderheit war eine automatische Pitch-Verstellung im Falle eines Motorschadens.
- CH-1BS, Bezeichnung der US-Armee YH-41A
- CH-1C, Bezeichnung bei der Militärversion UH-41A Seneca. 15 Stück der UH-41A wurden von der US-Regierung für ihr „Military Assistance Program“ (MAP) erworben.
- CH-1D war eine CH-1C mit modifizierte Version mit Continental-„Whirlaway“-Motor

## Sonderversion mit Gasturbine
- CH-4 war eine speziell für das Light-Observation-Helicopter-Programm der US-Armee gebaute CH-1C-Version. Die Gasturbine Allison 250 wurde bei diesem Modell erstmals hinter dem Pilotensitz installiert.

## Militärische Nutzer
Ecuador
- Fuerza Aérea Ecuatoriana – vier UH-41A

 Iran
- Streitkräfte des Iran – fünf UH-41A

 Vereinigte Staaten
- United States Army – 15 YH-41A